# Rum, Sodomy, and the Lash
Albums de The Pogues
Red Roses for Me
(1984) Poguetry in Motion
(1986)

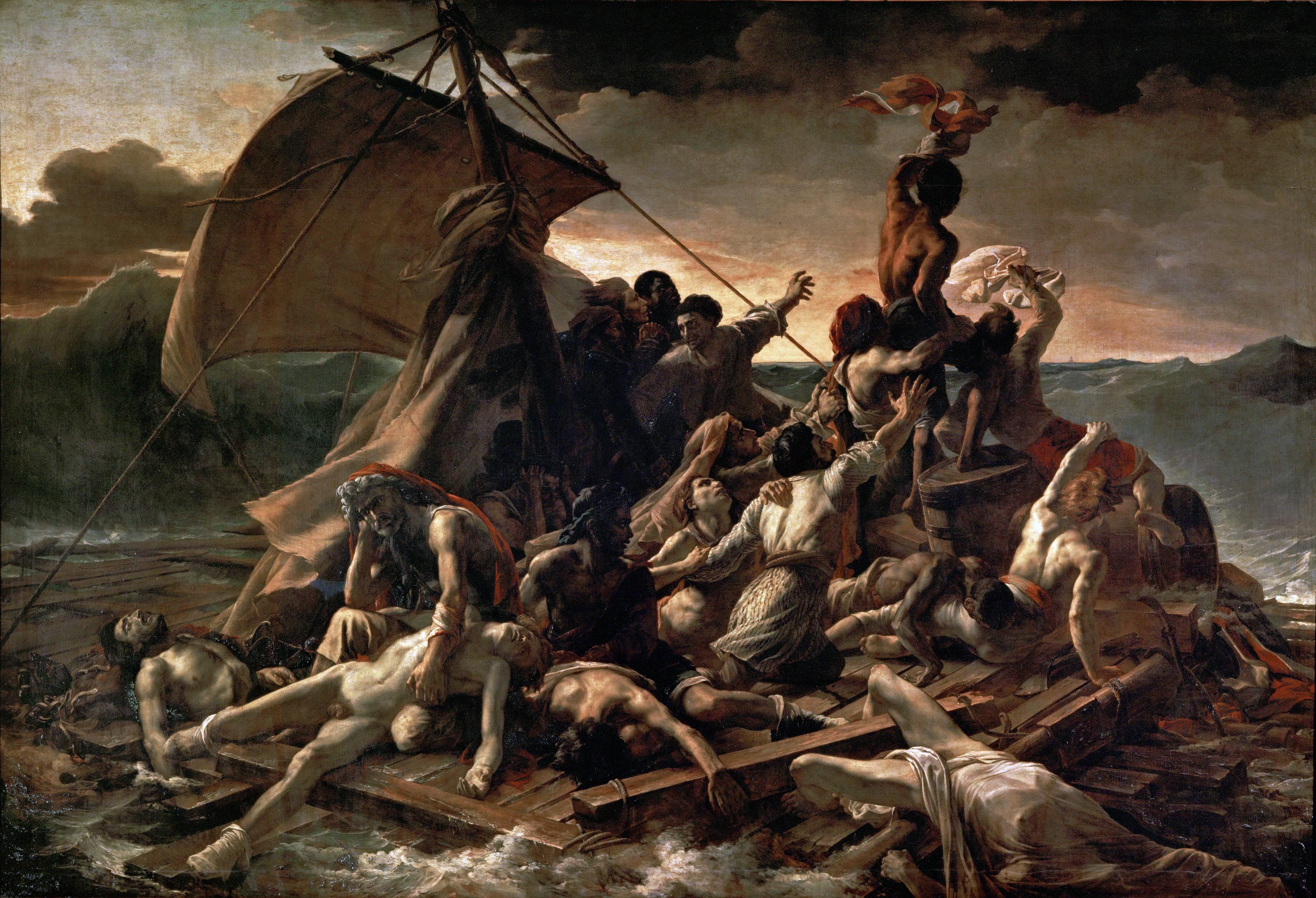

Rum Sodomy and the Lash est un album de The Pogues, sorti le 5 août 1985.

## L'album
Il se classe à la 13e place des charts britanniques. Le magazine Q le place en 93e position de son classement des 100 meilleurs albums britanniques de tous les temps (2000), Rolling Stone en 445e position de son classement des 500 meilleurs albums de tous les temps en 2003, puis en 440e position du classement 2012, et Pitchfork à la 67e place des meilleurs albums des années 1980. Il fait partie des 1001 albums qu'il faut avoir écoutés dans sa vie.
Le titre de l'album est inspiré d'une citation attribuée à Winston Churchill : « Don't talk to me about naval tradition. It's nothing but rum, sodomy, and the lash. » (« Ne me parlez pas des traditions de la Marine. Ce n'est que rhum, sodomie et fouet »),. Le titre fut suggéré par le batteur Andrew Ranken, qui estimait que cela constituait « un bon résumé de la vie dans le groupe ».

### Titres
1. The Sick Bed of Cúchulainn (Shane MacGowan) : (2:59)
2. The Old Main Drag (MacGowan) (3:19)
3. Wild Cats of Kilkenny (MacGowan/Jem Finer) : (2:48)
4. I'm a Man You Don't Meet Every Day (traditionnel) : (2:55)
5. A Pair of Brown Eyes (MacGowan) (4:54)
6. Sally MacLennane (MacGowan) (2:43)
7. A Pistol for Paddy Garcia (Finer) (2:31) (Bonus sur l'édition en CD)
8. Dirty Old Town (Ewan MacColl) (3:45)
9. Jesse James (traditionnel) (2:58)
10. Navigator (Phil Gaston) (4:12)
11. Billy's Bones (MacGowan) (2:02)
12. The Gentleman Soldier (traditionnel) (2:04)
13. And the Band Played Waltzing Matilda (Eric Bogle) (8:10)

| 14. | A Pistol for Paddy Garcia (B-side)       | 2:31 |
| 15. | London Girl (Poguetry in Motion)         | 3:05 |
| 16. | Rainy Night in Soho (Poguetry in Motion) | 5:36 |
| 17. | Body of an American (Poguetry in Motion) | 4:49 |
| 18. | Planxty Noel Hill (Poguetry in Motion)   | 3:12 |
| 19. | The Parting Glass (B-side)               | 2:14 |

### Musiciens
- Shane MacGowan : voix
- Spider Stacy – Tin whistle
- James Fearnley : accordéon
- Jem Finer : banjo
- Cait O'Riordan : basse, voix
- Andrew Ranken : batterie
- Phil Chevron : guitare, mandoline
- Henry Benagh : fiddle
- Dick Cuthell : cor d'harmonie
- Tommy Keane : uilleann pipes

## Pochette
La pochette de l'album est un pastiche du tableau Le Radeau de La Méduse de Théodore Géricault, réalisé par Peter Mennim, où les visages de six naufragés sont remplacés par ceux des membres du groupe.